# Maisse
Ne doit pas être confondu avec Metz.
Maisse (prononcé [mɛs] ) est une commune française située à cinquante-deux kilomètres au sud de Paris dans le département de l'Essonne en région Île-de-France.
Ses habitants sont appelés les Maissois.

## Géographie

### Situation

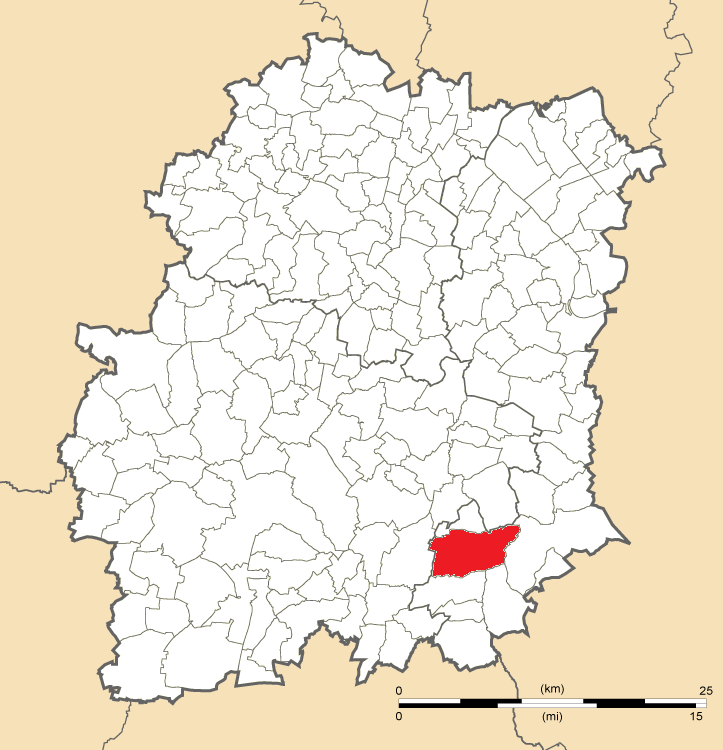
Position de Maisse en Essonne.

Maisse est située dans le parc naturel régional du Gâtinais français, à cinquante-deux kilomètres à vol d'oiseau au sud-est de Paris-Notre-Dame (point zéro des routes de France), vingt-sept kilomètres au sud-ouest d'Évry, seize kilomètres au sud-est d'Étampes, sept kilomètres à l'ouest de Milly-la-Forêt, dix kilomètres au sud de La Ferté-Alais, vingt-trois kilomètres au sud-est d'Arpajon, vingt-cinq kilomètres au sud-ouest de Corbeil-Essonnes, vingt-huit kilomètres au sud-est de Montlhéry, trente-et-un kilomètres au sud-est de Dourdan, trente-sept kilomètres au sud-est de Palaiseau.
Maisse se trouve dans l'aire d'attraction de Paris, dans la zone d'emploi d'Évry et dans le bassin de vie de Milly-la-Forêt.

### Communes limitrophes
Les communes limitrophes sont Courdimanche-sur-Essonne, Boutigny-sur-Essonne, Buno-Bonnevaux, Gironville-sur-Essonne, Milly-la-Forêt et Valpuiseaux.
|             | Courdimanche-sur-Essonne | Boutigny-sur-Essonne |
| Valpuiseaux | Maisse                   | Milly-la-Forêt       |
|             | Gironville-sur-Essonne   | Buno-Bonnevaux       |

### Géologie et relief
La superficie de la commune est de 21,58 km2 ; son altitude varie de 59  à   147 mètres.

### Hydrographie

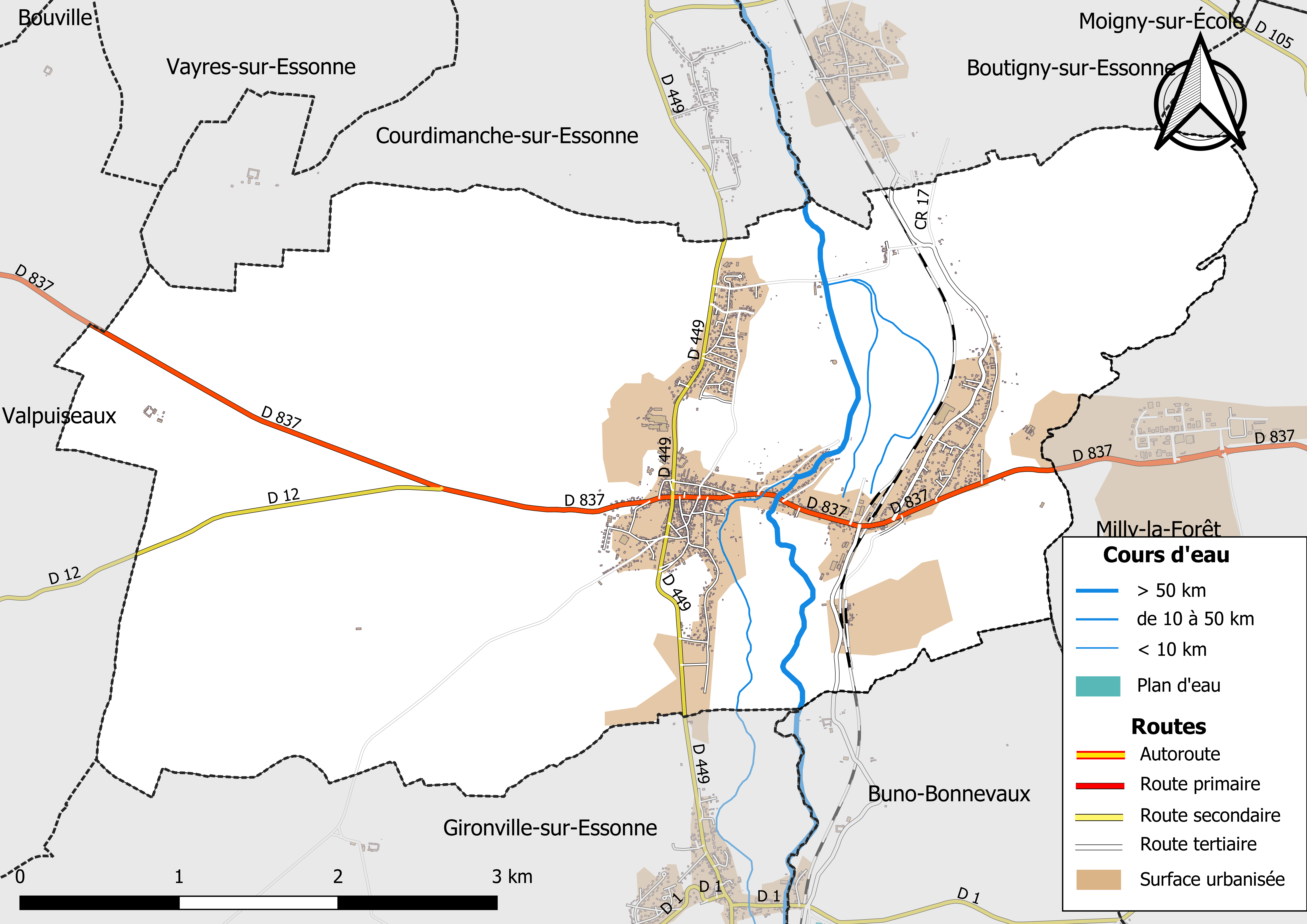
Carte hydrographique et des infrastructures de transport de la commune.

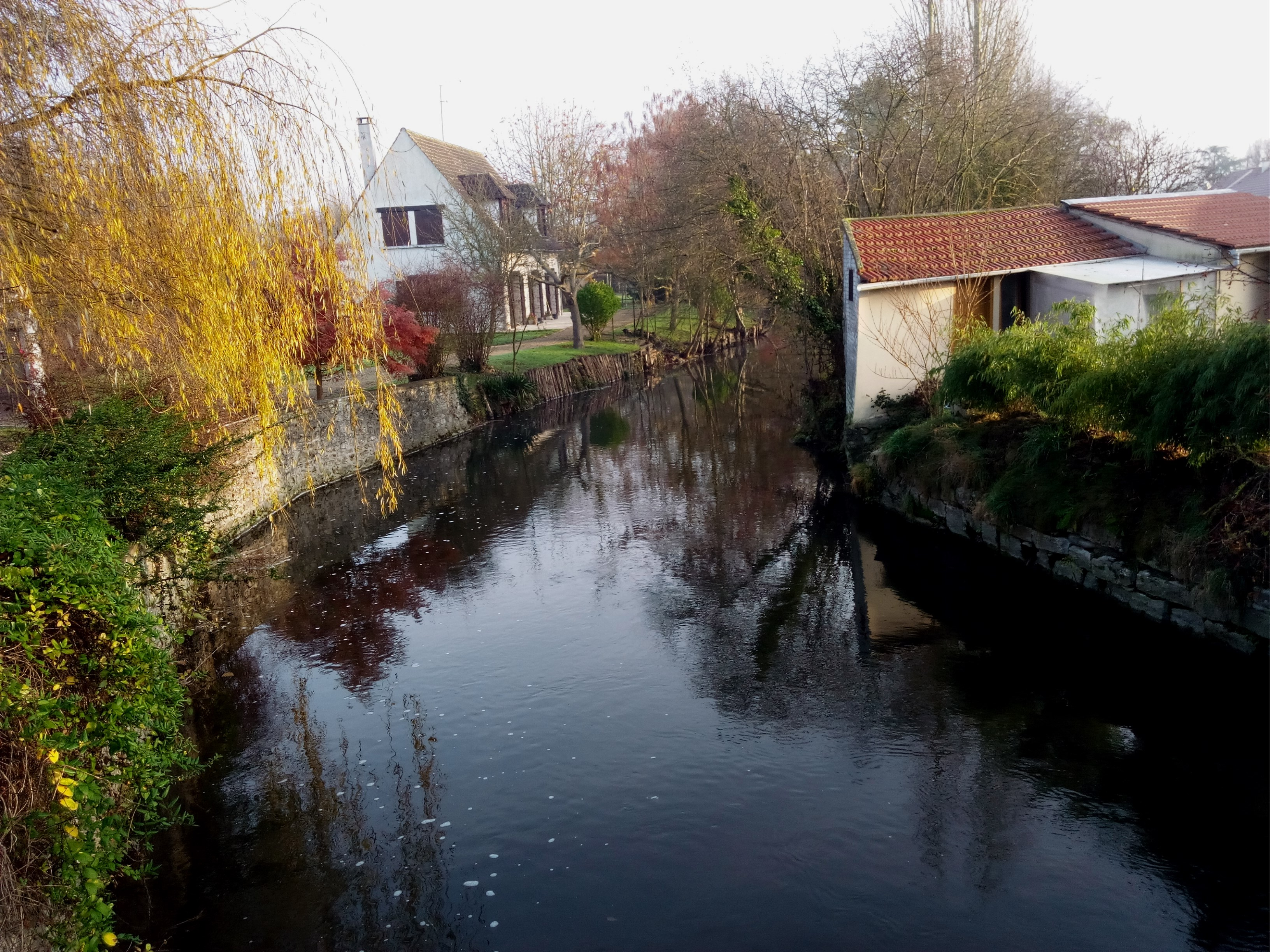
Un des deux bras de l'Essonne (au niveau de la RD 837).

La commune est traversée par les deux bras de l'Essonne, un affluent du fleuve la Seine.

### Climat
Pour des articles plus généraux, voir Climat de l'Île-de-France et Climat de l'Essonne.
En 2010, le climat de la commune est de type climat océanique dégradé des plaines du Centre et du Nord, selon une étude du CNRS s'appuyant sur une série de données couvrant la période 1971-2000. En 2020, Météo-France publie une typologie des climats de la France métropolitaine dans laquelle la commune est exposée à un climat océanique altéré et est dans la région climatique Sud-ouest du bassin Parisien, caractérisée par une faible pluviométrie, notamment au printemps (120 à 150 mm) et un hiver froid (3,5 °C).
Pour la période 1971-2000, la température annuelle moyenne est de 11,3 °C, avec une amplitude thermique annuelle de 15,4 °C. Le cumul annuel moyen de précipitations est de 661 mm, avec 11 jours de précipitations en janvier et 7,5 jours en juillet. Pour la période 1991-2020, la température moyenne annuelle observée sur la station météorologique la plus proche, située sur la commune de Courdimanche-sur-Essonne à 2 km à vol d'oiseau, est de 11,6 °C et le cumul annuel moyen de précipitations est de 594,8 mm,. Pour l'avenir, les paramètres climatiques de la commune estimés pour 2050 selon différents scénarios d'émission de gaz à effet de serre sont consultables sur un site dédié publié par Météo-France en novembre 2022.
| Mois                                  | jan.           | fév.           | mars           | avril         | mai           | juin          | jui.           | août          | sep.           | oct.          | nov.             | déc.            | année      |
| ------------------------------------- | -------------- | -------------- | -------------- | ------------- | ------------- | ------------- | -------------- | ------------- | -------------- | ------------- | ---------------- | --------------- | ---------- |
| Température minimale moyenne (°C)     | 1,4            | 1              | 2,8            | 4,7           | 8,4           | 11,5          | 13,4           | 13            | 9,8            | 7,6           | 4,1              | 1,9             | 6,6        |
| Température moyenne (°C)              | 4,3            | 4,8            | 7,8            | 10,5          | 14,1          | 17,5          | 19,8           | 19,5          | 15,9           | 12,1          | 7,5              | 4,8             | 11,6       |
| Température maximale moyenne (°C)     | 7,2            | 8,5            | 12,8           | 16,2          | 19,7          | 23,4          | 26,3           | 26            | 21,9           | 16,7          | 11               | 7,7             | 16,4       |
| Record de froid (°C) date du record   | −14,6 08.01.10 | −13,2 07.02.12 | −12,4 01.03.05 | −6,4 06.04.21 | −2,1 06.05.19 | 0,5 01.06.06  | 4,8 04.07.1990 | 3,6 26.08.18  | 0,3 30.09.1995 | −3,9 21.10.10 | −11,5 24.11.1998 | −10,5 19.12.09  | −14,6 2010 |
| Record de chaleur (°C) date du record | 15,8 27.01.03  | 21,2 27.02.19  | 25,4 31.03.21  | 28,9 20.04.18 | 32,5 28.05.17 | 38,1 18.06.22 | 42,1 25.07.19  | 40,5 12.08.03 | 35,7 09.09.23  | 29,3 02.10.23 | 22,1 07.11.15    | 17,3 16.12.1989 | 42,1 2019  |
| Précipitations (mm)                   | 44,6           | 42,1           | 43,5           | 43,2          | 62,4          | 56,2          | 47,4           | 49,1          | 45,7           | 54,7          | 50,8             | 55,1            | 594,8      |

### Milieux naturels et biodiversité
Les berges de l'Essonne, les bois, la pelouse calcicole et les champs ont été recensés au titre des espaces naturels sensibles par le conseil général de l'Essonne.

## Urbanisme

### Typologie
Au 1er janvier 2024, Maisse est catégorisée bourg rural, selon la nouvelle grille communale de densité à sept niveaux définie par l'Insee en 2022.
Elle appartient à l'unité urbaine de Maisse, une unité urbaine monocommunale constituant une ville isolée,. Par ailleurs la commune fait partie de l'aire d'attraction de Paris, dont elle est une commune de la couronne,. Cette aire regroupe 1 929 communes,.

### Occupation des sols

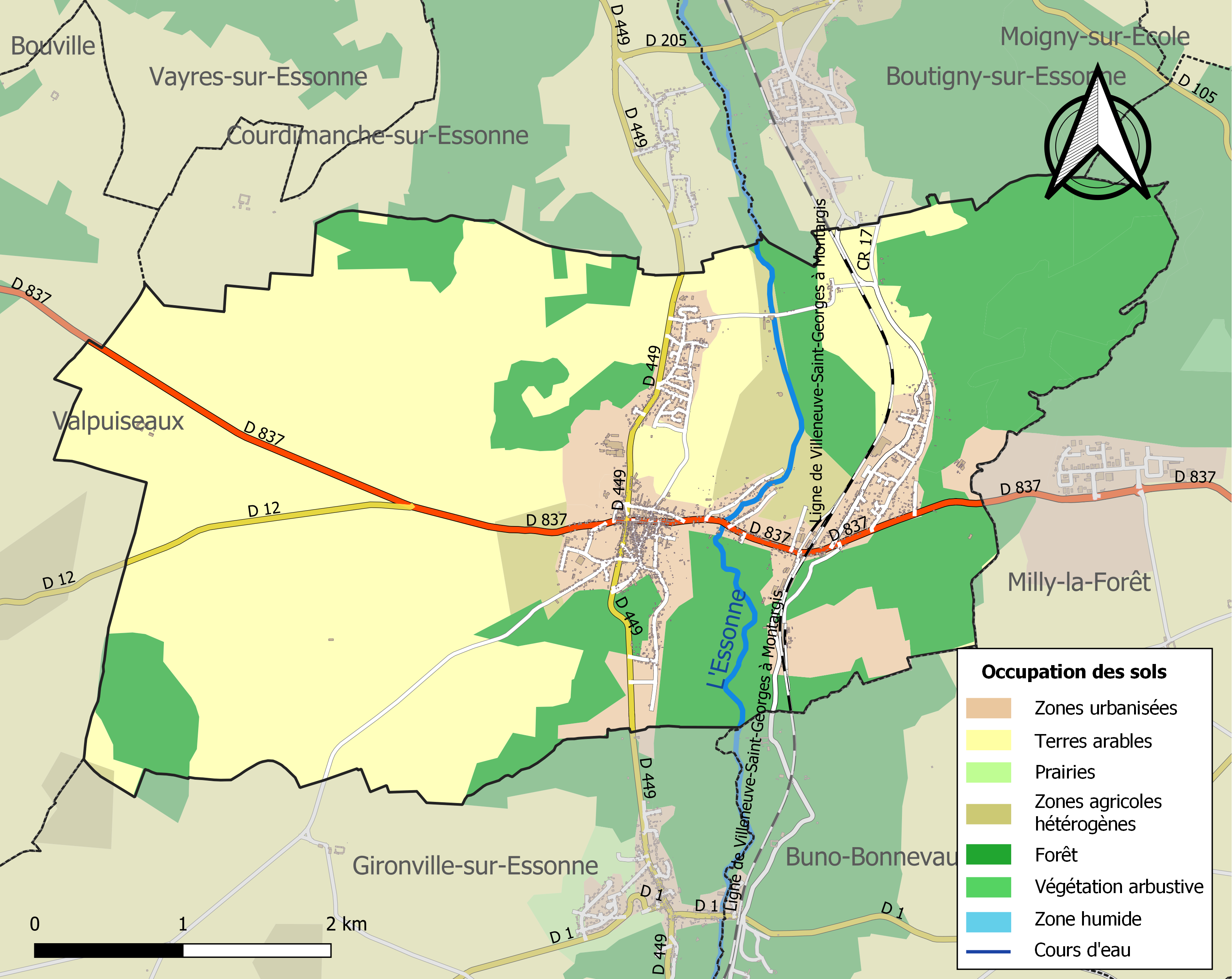
Carte des infrastructures et de l'occupation des sols de la commune en 2018 (CLC).

### Habitat et logement
En 2021, le nombre total de logements dans la commune était de 1 324, alors qu'il était de 1 266 en 2016 et de 1 189 en 2011.
Parmi ces logements, 88,7 % étaient des résidences principales, 3,8 % des résidences secondaires et 7,5 % des logements vacants. Ces logements étaient pour 79,4 % d'entre eux des maisons individuelles et pour 18,9 % des appartements.
Le tableau ci-dessous présente la typologie des logements à Maisse en 2021 en comparaison avec celle de l'Essonne et de la France entière. Une caractéristique marquante du parc de logements est ainsi une proportion de résidences secondaires et logements occasionnels (3,8 %) supérieure à celle du département (1,9 %) mais inférieure à celle de la France entière (9,7 %). 
| Typologie                                               | Maisse | Essonne | France entière |
| ------------------------------------------------------- | ------ | ------- | -------------- |
| Résidences principales (en %)                           | 88,7   | 91      | 82,2           |
| Résidences secondaires et logements occasionnels (en %) | 3,8    | 1,9     | 9,7            |
| Logements vacants (en %)                                | 7,5    | 7,2     | 8,1            |

### Voies de communication et transports

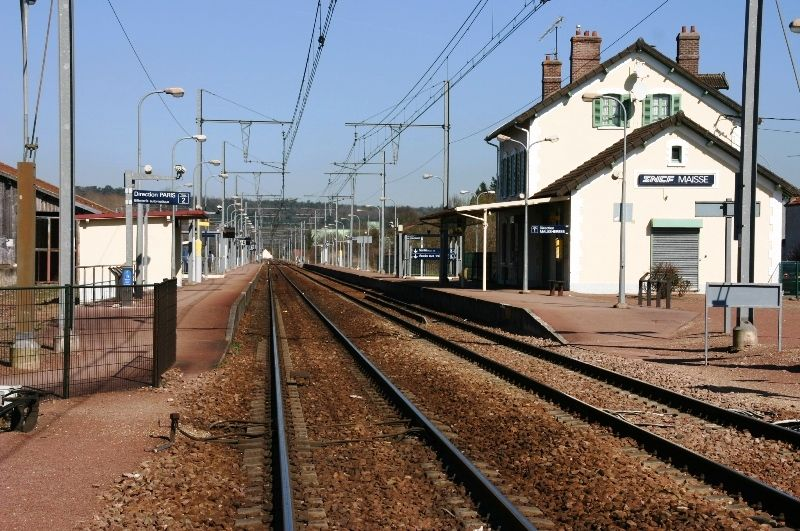
La gare de Maisse.

La commune est desservie par l'ancienne route nationale 837 (actuelle RD 837) reliant Étampes à Fontainebleau.
La gare de Maisse, située sur la ligne de Villeneuve-Saint-Georges à Montargis, est desservie par les trains de la ligne D du RER.

## Toponymie
Mees, Messes en 1375.
L'origine du nom de la commune est peu connue. Elle fut créée en 1793 avec son nom actuel.

## Histoire
Le Néolithique moyen est présent à la dalle de l’Ouche de Beauce[réf. nécessaire].

## Politique et administration

### Rattachements administratifs et électoraux

#### Rattachements administratifs
Antérieurement à la loi du 10 juillet 1964, la commune faisait partie du département de Seine-et-Oise. La réorganisation de la région parisienne en 1964 fit que la commune appartient désormais au département de l'Essonne et à son arrondissement d'Évry après un transfert administratif effectif au 1er janvier 1968.
Elle faisait partie depuis 1801  du canton de Milly-la-Forêt de Seine-et-Oise puis de l'Essonne. Dans le cadre du redécoupage cantonal de 2014 en France, cette circonscription administrative territoriale a disparu, et le canton n'est plus qu'une circonscription électorale.

#### Rattachements électoraux
Pour les élections départementales, la commune est membre depuis 2014 du canton de Mennecy
Pour l'élection des députés, elle fait partie de la deuxième circonscription de l'Essonne.

### Intercommunalité
Maisse est membre de la communauté de communes des 2 Vallées, un établissement public de coopération intercommunale (EPCI) à fiscalité propre créé fin 2001 et auquel la commune a transféré un certain nombre de ses compétences, dans les conditions déterminées par le code général des collectivités territoriales.

### Tendances et résultats politiques
Élections présidentielles, résultats des deuxièmes tours :
- Élection présidentielle de 2002 : 77,77 % pour Jacques Chirac (RPR), 22,23 % pour Jean-Marie Le Pen (FN), 81,10 % de participation[19].
- Élection présidentielle de 2007 : 65,42 % pour Nicolas Sarkozy (UMP), 34,58 % pour Ségolène Royal (PS), 83,94 % de participation[20].
- Élection présidentielle de 2012 : 61,19 % pour Nicolas Sarkozy (UMP), 38,81 % pour François Hollande (PS), 78,11 % de participation[21].

Élections législatives, résultats des deuxièmes tours :
- Élections législatives de 2002 : 66,81 % pour Franck Marlin (UMP), 33,19 % pour Gérard Lefranc (PCF), 55,28 % de participation[22].
- Élections législatives de 2007 : 60,93 % pour Franck Marlin (UMP) élu au premier tour, 15,15 % pour Marie-Agnès Labarre (PS), 58,89 % de participation[23].
- Élections législatives de 2012 : 65,17 % pour Franck Marlin (UMP), 34,83 % pour Béatrice Pèrié (PS), 53,89 % de participation[24].

Élections européennes, résultats des deux meilleurs scores :
- Élections européennes de 2004 : 18,27 % pour Patrick Gaubert (UMP), 18,13 % pour Harlem Désir (PS), 38,73 % de participation[25].
- Élections européennes de 2009 : 32,52 % pour Michel Barnier (UMP), 12,01 % pour Daniel Cohn-Bendit (Les Verts), 34,21 % de participation[26].
- Élections européennes de 2014 : 41,49 % pour Aymeric Chauprade (FN), 12,59 % pour Alain Lamassoure (UMP), 43,66 % de participation[27].

Élections régionales, résultats des deux meilleurs scores :
- Élections régionales de 2004 : 43,32 % pour Jean-François Copé (UMP), 38,99 % pour Jean-Paul Huchon (PS), 63,85 % de participation[28].
- Élections régionales de 2010 : 51,28 % pour Valérie Pécresse (UMP), 48,72 % pour Jean-Paul Huchon (PS), 40,84 % de participation[29].

Élections cantonales et départementales, résultats des deuxièmes tours :
- Élections cantonales de 2004 : 58,98 % pour Jean-Jacques Boussaingault (UMP), 41,02 % pour Martine Stehlin (PS), 64,02 % de participation[30].
- Élections cantonales de 2011 : 54,73 % pour Jean-Jacques Boussaingault (UMP), 45,27 % pour Marie-Anne Bachelerie (PS), 37,57 % de participation[31].

Élections municipales :

Élections municipales de 2008 : 681 voix pour Christian Dumas (?) élu au premier tour, 676 voix pour Frédéric Marolles (?), 66,08 % de participation.
Au premier tour des élections municipales de 2014 dans l'Essonne, la liste UMP menée par Christian Leclair obtient la majorité absolue des suffrages exprimés, avec 733 voix (63,96 %, 19 conseillers municipaux élus dont 2 communautaires),  devançant largement celle menée par Michel Arnould, qui a recueilli 413 voix (36,03 %, 4 conseillers municipaux élus dont 1 communautaire).
Lors de ce scrutin, 38,91 % des électeurs se sont abstenus.
Lors des élections municipales de 2020 dans l'Essonne, la liste du maire sortant Claude Duperche est la seule candidate et est donc élue en totalité, avec 501 voix. Lors de ce scrutin marqué par la pandémie de Covid-19 en France, 68,54 % des électeurs se sont abstenus, et 5,45 % d'entre eux ont voté blanc ou nul.
Huit conseillers municipaux ayant démissionné, des élections municipales partielles sont organisées en janvier 2022. La liste menée par Éric Perron obtient la majorité absolue des suffrages exprimés au premier tour, avec 370 voix (51,68 %, 18 conseillers municipaux élus dont 3 communautaires), devançant de 24 voix celle du maire sortant Claude Duperche (346 voix, 48,32 %, 5 conseillers municipaux élus dont 2 communautaires).
Lors de ce scrutin, 62,25 % des électeurs se sont abstenus,.
Référendums :
- Référendum de 2000 relatif au quinquennat présidentiel : 70,95 % pour le Oui, 29,05 % pour le Non, 30,14 % de participation[37].
- Référendum de 2005 relatif au traité établissant une Constitution pour l'Europe : 60,97 % pour le Non, 39,03 % pour le Oui, 69,13 % de participation[38].

### Jumelages
| Maisse Morsbach |

Maisse a développé des associations de jumelage avec :
- Morsbach (Allemagne) depuis 1970, située à 474 kilomètres[48].

## Équipements et services publics

### Enseignement
Les élèves de Maisse sont rattachés à l'académie de Versailles.
La commune dispose sur son territoire de l'école maternelle de la Pomme de Pin et de l'école élémentaire La Girafe.

### Santé
.
La commune dispose sur son territoire de la maison de retraite EHPAD résidence le Gatinais du groupe Korian. Capacité de 85 lits, une unité spécifique Alzheimer de 13 lits et 4 places pour accueil temporaire.

### Justice, sécurité, secours et défense
La commune dispose sur son territoire d'un centre de secours et d'une agence postale.

## Population et société

### Démographie

#### Évolution démographique
L'évolution du nombre d'habitants est connue à travers les recensements de la population effectués dans la commune depuis 1793. Pour les communes de moins de 10 000 habitants, une enquête de recensement portant sur toute la population est réalisée tous les cinq ans, les populations de référence des années intermédiaires étant quant à elles estimées par interpolation ou extrapolation. Pour la commune, le premier recensement exhaustif entrant dans le cadre du nouveau dispositif a été réalisé en 2005.

En 2022, la commune comptait 2 804 habitants, en évolution de +2,86 % par rapport à 2016 (Essonne : +2,89 %, France hors Mayotte : +2,11 %).
| 1793 | 1800 | 1806 | 1821 | 1831 | 1836 | 1841 | 1846 | 1851 |
| ---- | ---- | ---- | ---- | ---- | ---- | ---- | ---- | ---- |
| 870  | 171  | 782  | 831  | 890  | 845  | 808  | 793  | 832  |

| 1856 | 1861 | 1866 | 1872 | 1876 | 1881 | 1886  | 1891  | 1896  |
| ---- | ---- | ---- | ---- | ---- | ---- | ----- | ----- | ----- |
| 866  | 864  | 926  | 908  | 936  | 960  | 1 017 | 1 028 | 1 073 |

| 1901  | 1906  | 1911  | 1921  | 1926  | 1931  | 1936  | 1946  | 1954  |
| ----- | ----- | ----- | ----- | ----- | ----- | ----- | ----- | ----- |
| 1 063 | 1 029 | 1 154 | 1 149 | 1 182 | 1 354 | 1 253 | 1 182 | 1 224 |

| 1962  | 1968  | 1975  | 1982  | 1990  | 1999  | 2005  | 2006  | 2010  |
| ----- | ----- | ----- | ----- | ----- | ----- | ----- | ----- | ----- |
| 1 402 | 1 385 | 1 592 | 1 945 | 2 495 | 2 622 | 2 649 | 2 647 | 2 661 |

| 2015  | 2020  | 2022  | - | - | - | - | - | - |
| ----- | ----- | ----- | - | - | - | - | - | - |
| 2 738 | 2 809 | 2 804 | - | - | - | - | - | - |

#### Pyramide des âges
En 2018, le taux de personnes d'un âge inférieur à 30 ans s'élève à 33,2 %, soit en dessous de la moyenne départementale (39,9 %). À l'inverse, le taux de personnes d'âge supérieur à 60 ans est de 26,4 % la même année, alors qu'il est de 20,1 % au niveau départemental.
En 2018, la commune comptait 1 319 hommes pour 1 432 femmes, soit un taux de 52,05 % de femmes, légèrement supérieur au taux départemental (51,02 %).
Les pyramides des âges de la commune et du département s'établissent comme suit.
| Hommes | Classe d’âge | Femmes |
| ------ | ------------ | ------ |
| 0,7    | 90 ou +      | 3,0    |
| 6,6    | 75-89 ans    | 9,2    |
| 16,7   | 60-74 ans    | 16,4   |
| 21,1   | 45-59 ans    | 19,9   |
| 20,7   | 30-44 ans    | 19,1   |
| 15,9   | 15-29 ans    | 13,4   |
| 18,3   | 0-14 ans     | 18,9   |

| Hommes | Classe d’âge | Femmes |
| ------ | ------------ | ------ |
| 0,5    | 90 ou +      | 1,4    |
| 5,4    | 75-89 ans    | 7,2    |
| 12,9   | 60-74 ans    | 13,9   |
| 20     | 45-59 ans    | 19,4   |
| 19,9   | 30-44 ans    | 20,1   |
| 20     | 15-29 ans    | 18,2   |
| 21,3   | 0-14 ans     | 19,8   |

### Lieux de culte

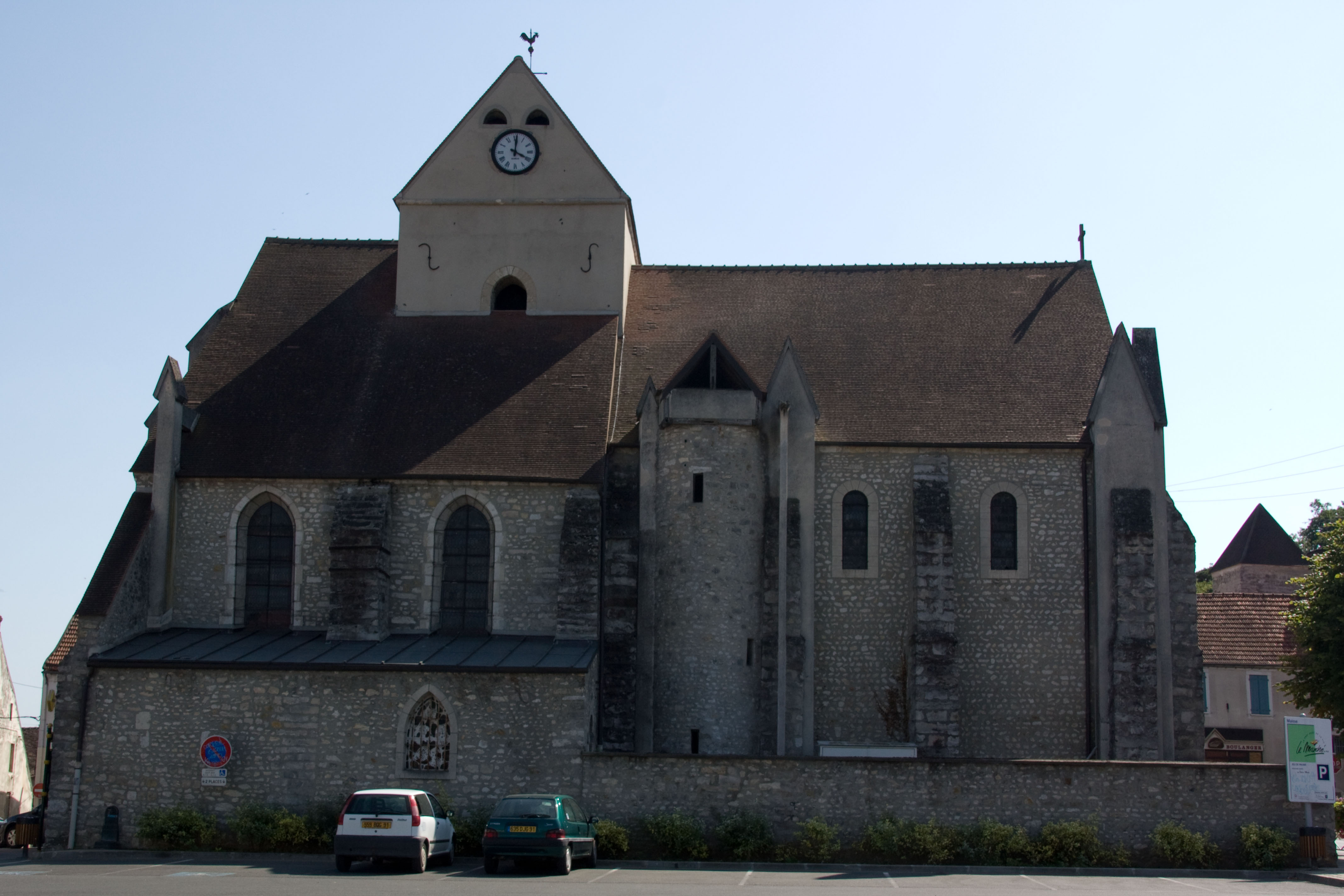
L'église Saint-Médard.

La paroisse catholique de Maisse est rattachée au secteur pastoral de Milly-la-Forêt et au diocèse d'Évry-Corbeil-Essonnes. Elle dispose de l'église Saint-Médard.

### Médias
L'hebdomadaire Le Républicain relate les informations locales. La commune est en outre dans le bassin d'émission des chaînes de télévision France 3 Paris Île-de-France Centre, IDF1 et Téléssonne intégré à Télif.

## Économie

### Emplois, revenus et niveau de vie
En 2010, le revenu fiscal médian par ménage était de 36 057 €, ce qui plaçait Maisse au 5 450e rang parmi les 31 525 communes de plus de 39 ménages en métropole.
| Répartition des emplois par catégories socioprofessionnelles en 2006. |              |                                           |                                                   |                            |                          |                           |
|                                                                       | Agriculteurs | Artisans, commerçants, chefs d’entreprise | Cadres et professions intellectuelles supérieures | Professions intermédiaires | Employés                 | Ouvriers                  |
| Maisse                                                                | 2,2 %        | 6,0 %                                     | 10,9 %                                            | 17,0 %                     | 33,3 %                   | 30,6 %                    |
| Zone d’emploi d’Évry                                                  | 0,3 %        | 4,0 %                                     | 20,2 %                                            | 29,6 %                     | 28,2 %                   | 17,7 %                    |
| Moyenne nationale                                                     | 2,2 %        | 6,0 %                                     | 15,4 %                                            | 24,6 %                     | 28,7 %                   | 23,2 %                    |
| Répartition des emplois par secteurs d’activités en 2006.             |              |                                           |                                                   |                            |                          |                           |
|                                                                       | Agriculture  | Industrie                                 | Construction                                      | Commerce                   | Services aux entreprises | Services aux particuliers |
| Maisse                                                                | 8,0 %        | 9,4 %                                     | 10,1 %                                            | 8,5 %                      | 11,2 %                   | 10,7 %                    |
| Zone d’emploi d’Évry                                                  | 0,9 %        | 13,5 %                                    | 5,4 %                                             | 14,6 %                     | 16,2 %                   | 6,9 %                     |
| Moyenne nationale                                                     | 3,5 %        | 15,2 %                                    | 6,4 %                                             | 13,3 %                     | 13,3 %                   | 7,6 %                     |
| Sources : Insee,                                                      |              |                                           |                                                   |                            |                          |                           |

## Culture locale et patrimoine

### Lieux et monuments
- Une grotte ornée de gravures protohistoriques au lieu-dit Tramerolles a été classée aux monuments historiques le 23 novembre 1955[63].
- L'église Saint-Médard a été inscrite aux monuments historiques le 28 septembre 1926[64].
- Une croix de cimetière a été classée aux monuments historiques le 16 novembre 1965[65].

Pour les randonneurs, a commune est traversée par le GR de Pays du Hurepoix, qui relie la vallée de la Bièvre, à celle de l'Essonne, via l'Yvette, l'Orge, et la Juine. Le sentier de grande randonnée GR 1 passe sur le territoire la commune, côté est.

### Personnalités liées à la commune
- Geneviève Dormann et ses parents Alice et Maurice Dormann s'y réfugient de 1943 à 1944.

### Héraldique
| Blason de Maisse | Blason  | D'or à l'arbre terrassé de sinople. |
| Blason de Maisse | Détails |                                     |

## Pour bapprofondir